# Triplophysa anterodorsalis
Triplophysa anterodorsalis is een straalvinnige vissensoort uit de familie van de bermpjes (Nemacheilidae). De wetenschappelijke naam van de soort is voor het eerst geldig gepubliceerd in 1989 door Zhu & Cao.